# Chó chăn gia súc Bergamasco
Chó chăn gia súc Bergamasco (tiếng Ý: pastore bergamasco) là một giống chó có nguồn gốc ở dãy Alps của Ý gần Bergamo, nơi nó ban đầu được sử dụng như một con chó chăn gia súc.